# Eustachio Zanotti
Eustachio Zanotti (Bologna, 27 novembre 1709 – Bologna, 15 maggio 1782) è stato un astronomo e ingegnere italiano.

## Biografia
Eustachio Zanotti proveniva da una famiglia che ha avuto numerosi membri divenuti famosi: suo padre fu Giampietro Zanotti, poeta, pittore e storico dell'arte, sua madre fu Costanza M. Teresa Gambari, uno dei suoi zii, fratello di Giampietro, fu Francesco Maria Zanotti, scrittore e filosofo, professore di Filosofia all'Università di Bologna, segretario e in seguito presidente dell'Istituto delle Scienze di Bologna, le sue sorelle, Teresa Maria Zanotti e Angiola Anna Maria Zanotti, scrissero canzoni e traduzioni di storie brevi, una terza sorella si chiamava Faustina Berenice.
Zanotti fu segretario dell'Istituto delle Scienze di Bologna, membro delle accademie di Berlino, Londra, Napoli, Padova e Kassel (Germania) e socio dell'Accademia dei Quaranta.

## Carriera

Ephemerides motuum caelestium

Una mappa dall'opera

Zanotti cominciò la sua carriera di astronomo a venti anni alla specola di Bologna, divenendone il direttore nel 1739.
Si occupò in particolare di comete,
scoprendone una, la C/1739 K1, di eclissi solari e lunari, di aurore boreali, osservò il transito di Mercurio del 6 maggio 1753 e il transito di Venere del 6 giugno 1761. Compilò un catalogo di stelle contenente le coordinate di 413 stelle che venne pubblicato nel 1750: questo catalogo è il primo ad essere stato stilato secondo una metodologia moderna.
Nel 1776 restaurò la meridiana situata nella basilica di San Petronio, progettata da Giovanni Domenico Cassini.
Zanotti fu anche un rinomato ingegnere idraulico.

## Bibliografia

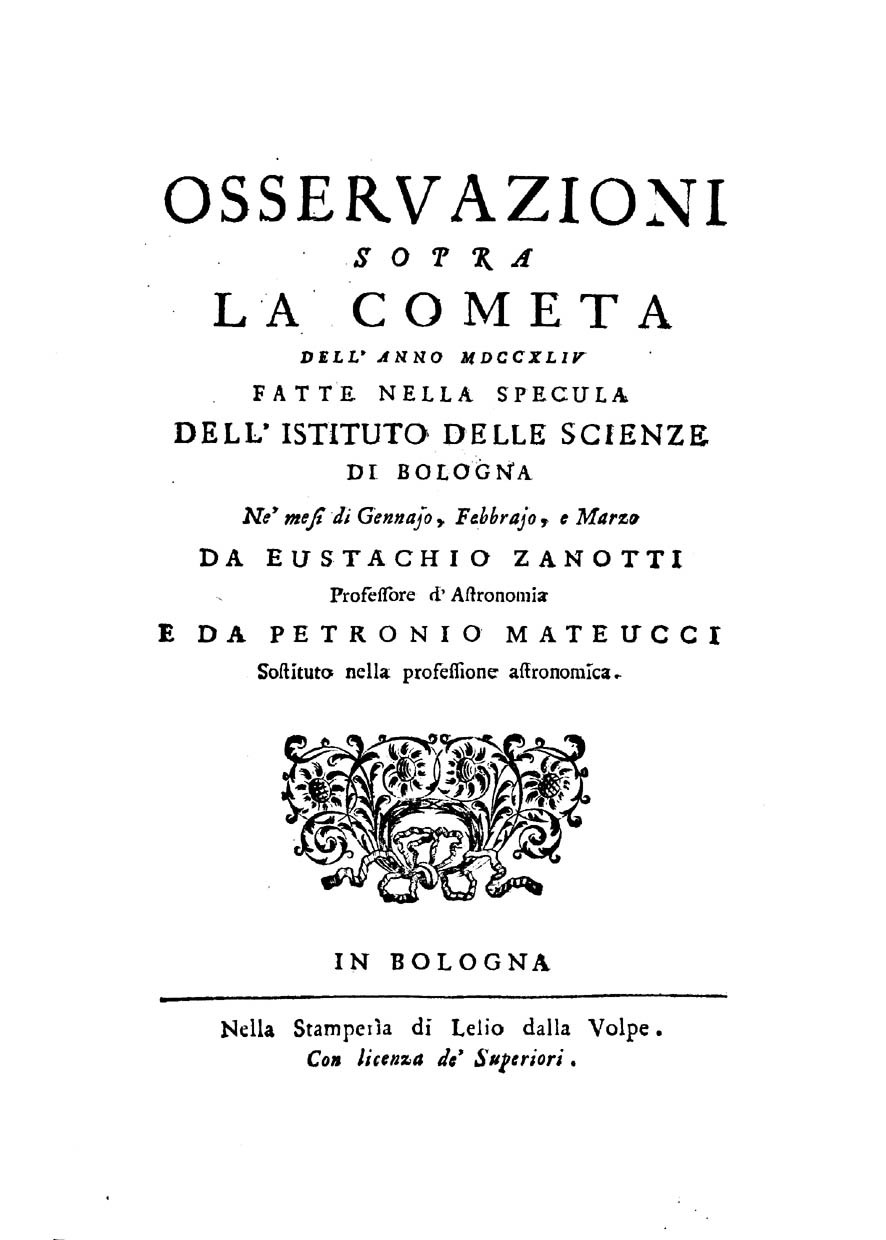
Osservazioni sopra la cometa dell'anno 1744 fatte nella specula dell'Istituto delle scienze di Bologna ne' mesi di gennaio, febbrajo, e marzo, Bologna, 1744